# Bill O'Reilly
William James "Bill" O'Reilly, Jr. (nascut el 10 de setembre de 1949) és un presentador de televisió, escriptor, periodista i comentarista polític estatunidenc. Dirigeix el programa de comentaris sobre política The O'Reilly Factor de la televisió per cable Fox News Channel, que és el programa del seu gènere més vist a la televisió nord-americana. A les darreries dels anys 1970 i els 1980, va treballar com a periodista de notícies per diverses televisions locals dels Estats Units, i eventualment per CBS News i ABC News. Entre 1991 i 1995, fou el locutor del programa de notícies i entreteniment Inside Edition.
O'Reilly és considerat per tothom un comentarista polític de tendència conservadora, tot i que algunes de les seves posicions divergeixen de les de l'ortodòxia conservadora (en particular la seva oposició a la pena de mort). O'Reilly es defineix a si mateix com a "tradicionalista". O'Reilly és l'autor de nou llibres, i va dirigir The Radio Factor fins a començaments de 2009.